# 德珍
德珍（本名江慶儀，女性，1974年4月14日—2012年4月11日），出生於台北，台灣著名插画家。血型：O型，國立臺灣師範大學美術研究所碩士畢業。其畫風以細緻瑰麗畫風著稱，富有東方特有的神秘與色彩。
德珍於2008年初閃嫁中國北京，2012年4月11日凌晨因心肌梗塞於工作中在臺離世，得年38歲。2012年4月16日，漫畫策展人夏曉雲表示，台灣插畫界在1990年代曾有一波東方仕女風潮，德珍是帶動這波風潮的插畫家。

## 筆名由来
「德珍」之名由来，乃是为思清德宗（光绪）和恪顺皇贵妃（珍妃）之间的爱情而取之。

## 創作風格
以細緻瑰麗著稱，充滿東方神秘色彩，最想表達出「詩中有畫、畫中有詩」的意境。

## 經歷
曾入圍中國第四屆金龍獎港澳台最佳插畫家。《千年唐姬》曾入圍台灣金蝶獎最佳插畫，《清風拂面》曾獲漫畫金像獎網路最佳女主角人氣獎與最佳圖文繪本獎。

## 作品
主要作品
| 出版日期   | 作品名稱                  | 出版社       |
| ---------- | ------------------------- | ------------ |
| 1998年     | 《花影月曆》              | 台灣東販     |
| 1999年1月  | 筆記故事書《問花》        | 漢藝色研出版 |
| 2000年3月  | 《花雕繪卷》              | 萬盛出版     |
| 2001年8月  | 《艷歌行》                | 萬盛出版     |
| 2002年2月  | 《敦煌藏奇－供養人》      | 萬盛出版     |
| 2002年8月  | 《德珍繪館－千年唐姬》    | 萬盛出版     |
| 2003年2月  | 《璀璨—西洋儷繳畫卡》     | 萬盛出版     |
| 2004年1月  | 《德珍搜神錄之英雄美人》  | 萬盛出版     |
| 2004年7月  | 《德珍中國塔羅牌》        | 尖端出版     |
| 2005年2月  | 《東方絢華大系─清風拂面》 | 尖端出版     |
| 2005年8月  | 《十年珍藏─羅曼史》       | 尖端出版     |
| 2005年8月  | 《十年珍藏─紅顏如玉》     | 尖端出版     |
| 2006年4月  | 《霓裳》                  | 尖端出版     |
| 2006年7月  | 《東方絢華大系─銀白似雪》 | 尖端出版     |
| 2006年8月  | 《德珍CG彩繪教室》        | 尖端出版     |
| 2007年1月  | 《東方絢華大系─漢妝瀲灧》 | 尖端出版     |
| 2007年8月  | 《德珍繪館─御香縹緲》     | 尖端出版     |
| 2008年4月  | 《德珍CG彩繪教室2》       | 尖端出版     |
| 2008年8月  | 《德珍繪館2─紅樓金釵》    | 尖端出版     |
| 2009年8月  | 《東方絢華大系-東風襲人》 | 尖端出版     |
| 2010年1月  | 《德珍繪館3-衣香鬢影》    | 尖端出版     |
| 2011年2月  | 《東方絢華大系-大漠矜貴》 | 尖端出版     |
| 2012年12月 | 《東方絢華大系-錦衣行》   | 尖端出版     |

## 外部連結
- 官網：德珍繪館 （页面存档备份，存于）
- 尖端出版社【公告】：永遠懷念的東方畫姬 - 德珍老師 （页面存档备份，存于）